# Adži Čuka
Adži Čuka (makedonska: Аџи Чука) är ett berg i Nordmakedonien.   Det ligger i kommunen Vasilevo, i den östra delen av landet, 110 kilometer öster om huvudstaden Skopje. Toppen på Adži Čuka är 1 298 meter över havet.